# マルバノキ
マルバノキ（丸葉の木、学名：Disanthus cercidifolius Maxim.）は、マンサク科マルバノキ属に分類される落葉低木-小高木の1種。属名（Disanthus）は「2つの花」を意味し、種小名(cercidifolius)は「ハナズオウ属（Cercis）の葉に似た」を意味する。和名は、葉の形態が円いことに由来する。別名が「ベニマンサク」、花が紅色であることに由来する。中国名は、「双花木」。

## 特徴
樹高は2-4 m、樹形は卵形。幼木の樹皮は灰白色で滑らかで皮目が多数あり、若枝は赤褐色で毛はなく、成木の樹皮は灰褐色で滑らかで横に並ぶ皮目が目立つ。葉には長さ3-6 cm葉柄がありしばしば赤味を帯び、単葉で互生する。葉は長さ5-11 cm、幅4.5-10 cm（最大幅は基部寄り）の卵円形または円形、先端は短く尖り、全縁、基部は心形、表面は緑色で無毛、裏面は白緑色で無毛で葉脈の網目が見え、秋に鮮やかに紅葉する。若葉はしばしば赤紫色を帯びる。葉の形態はハナズオウに似るが、葉柄はより長く、両端はハナズオウほど膨らまない。
花は両性花で、葉の脇に極短い花柄の先に暗紅紫色の花を2個背中合わせに付ける。花弁は5個、長さ7-8 mmの線状披針形で星形に平開する。萼片は長さ約2 mm。開花時期は10-11月。果実は朔果で、倒円心形、長さ約1.5 cm。開花の翌年の秋に暗褐色に熟し、4裂して種子を出す。種子は長さ4-5 mm、黒色で光沢がある。

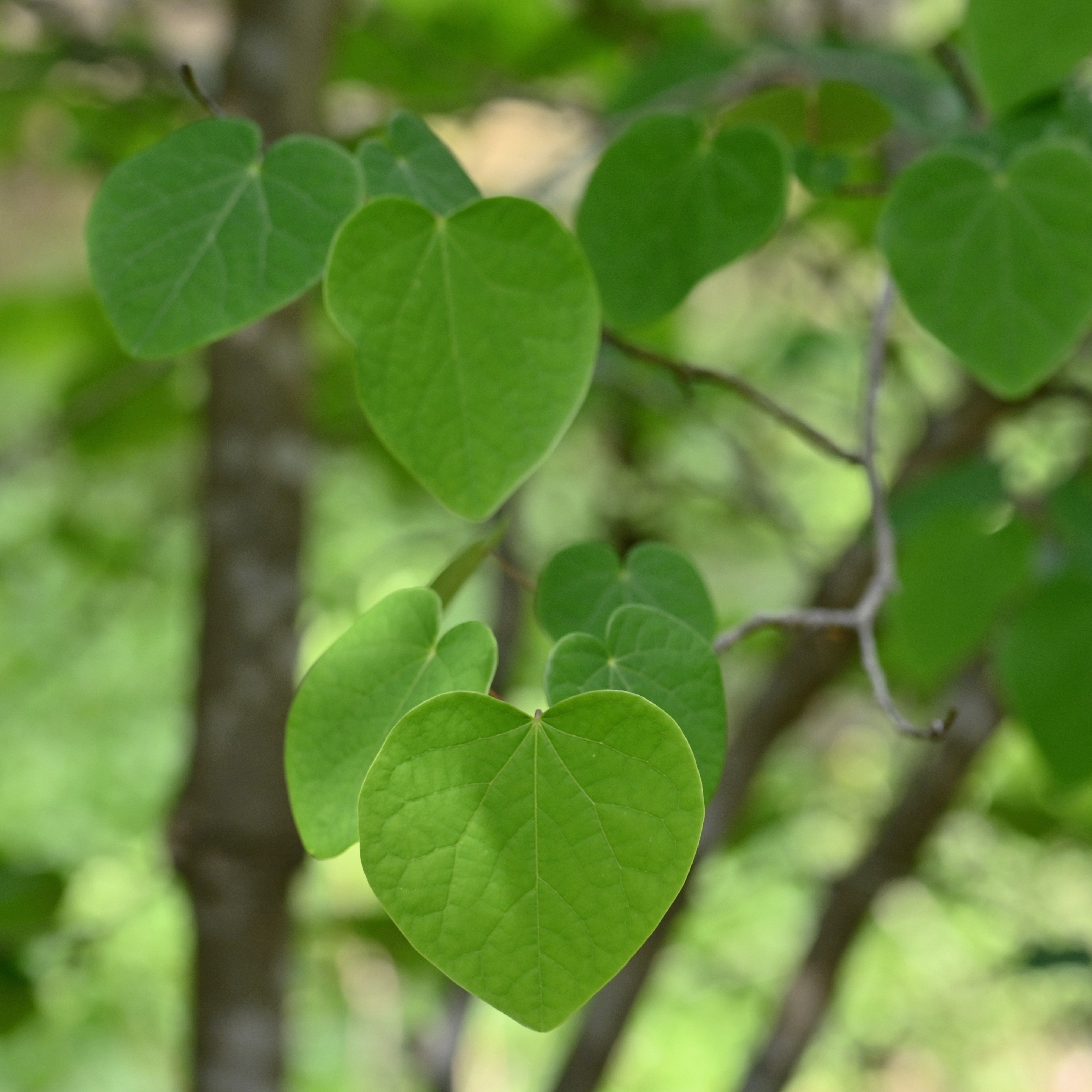
若葉
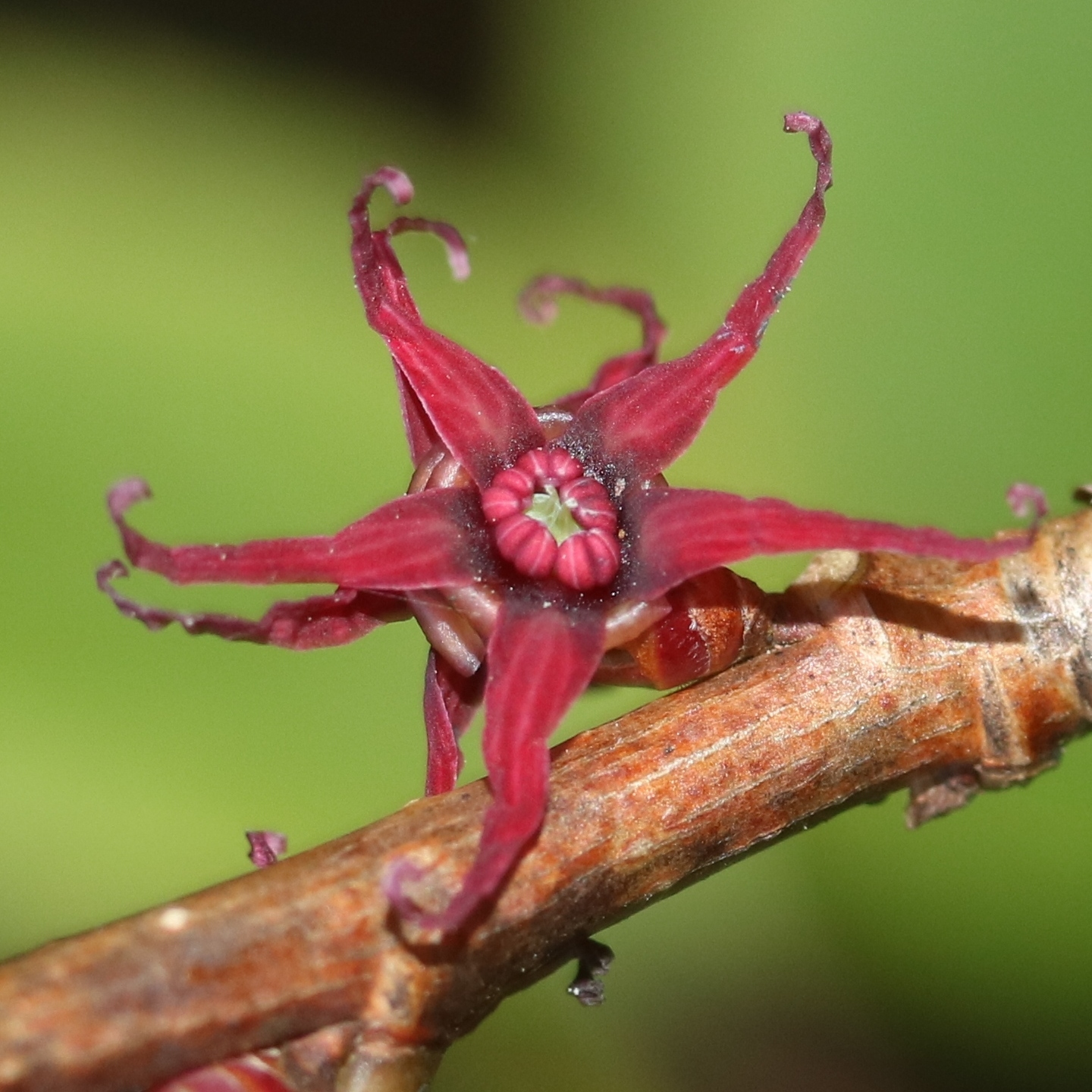
暗紅紫色の花を2個背中合わせに付ける
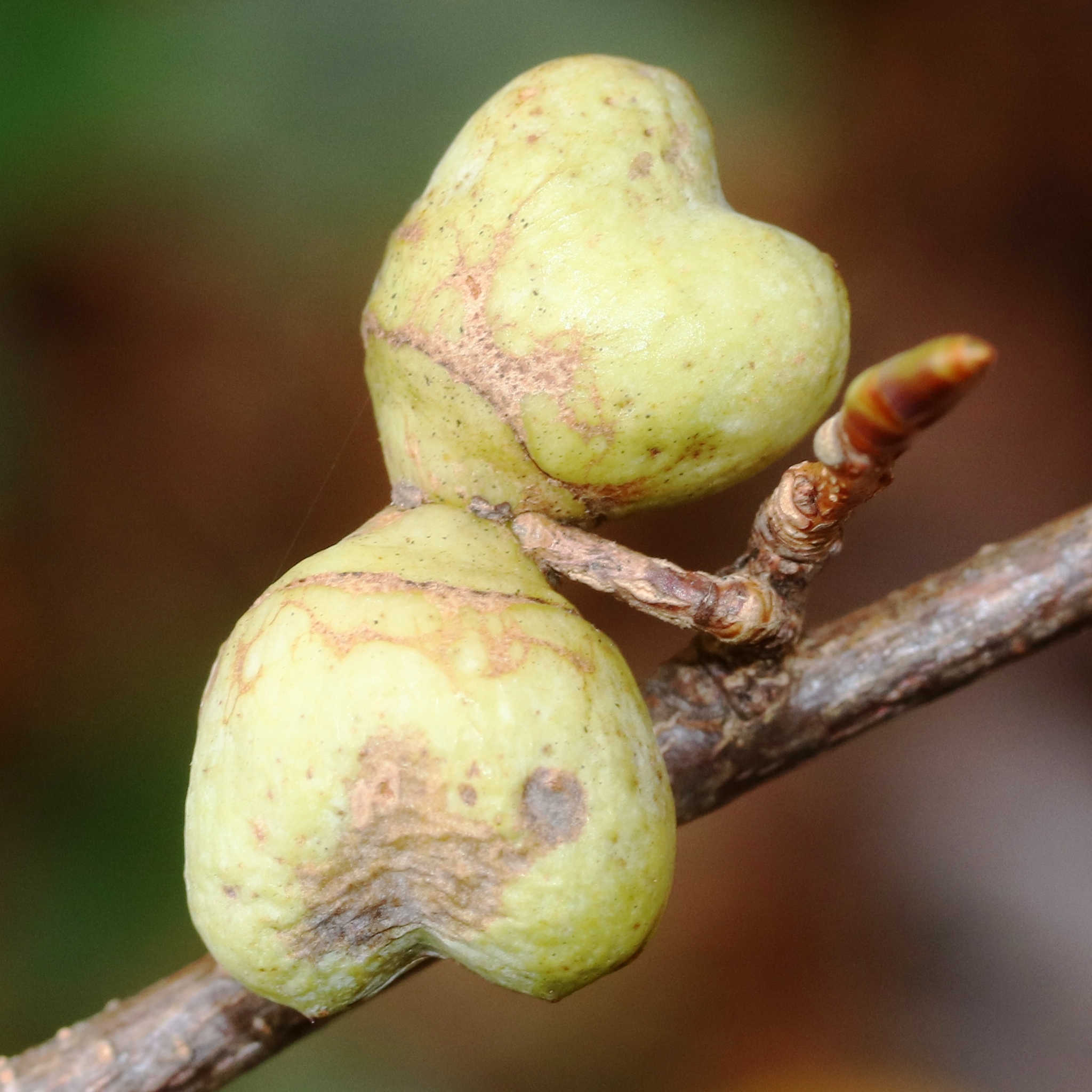
2個の果実の朔果
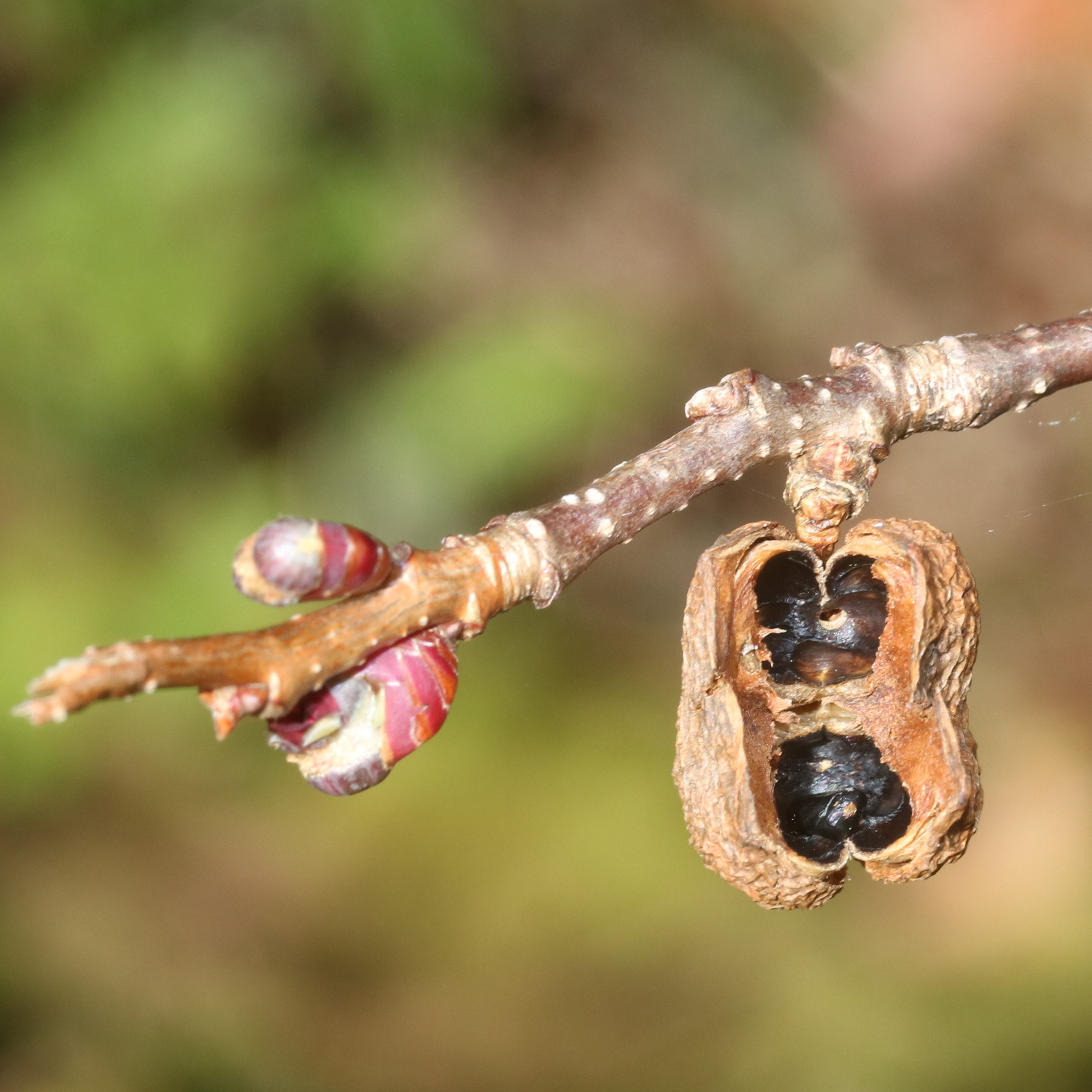
暗褐色に熟し割れて、種子を出した朔果
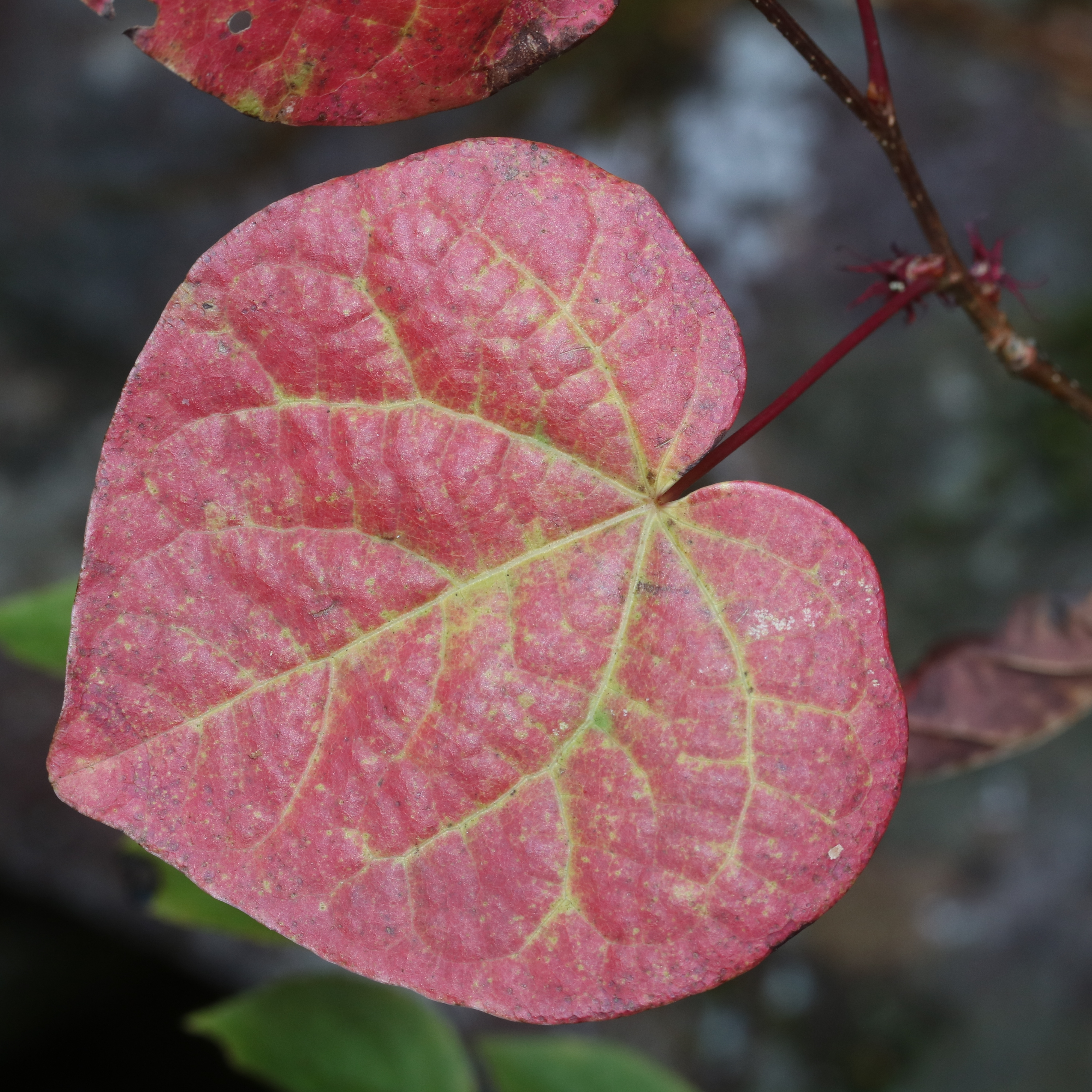
先端は尖り、基部は心形の円形の葉

## 分布と生育環境

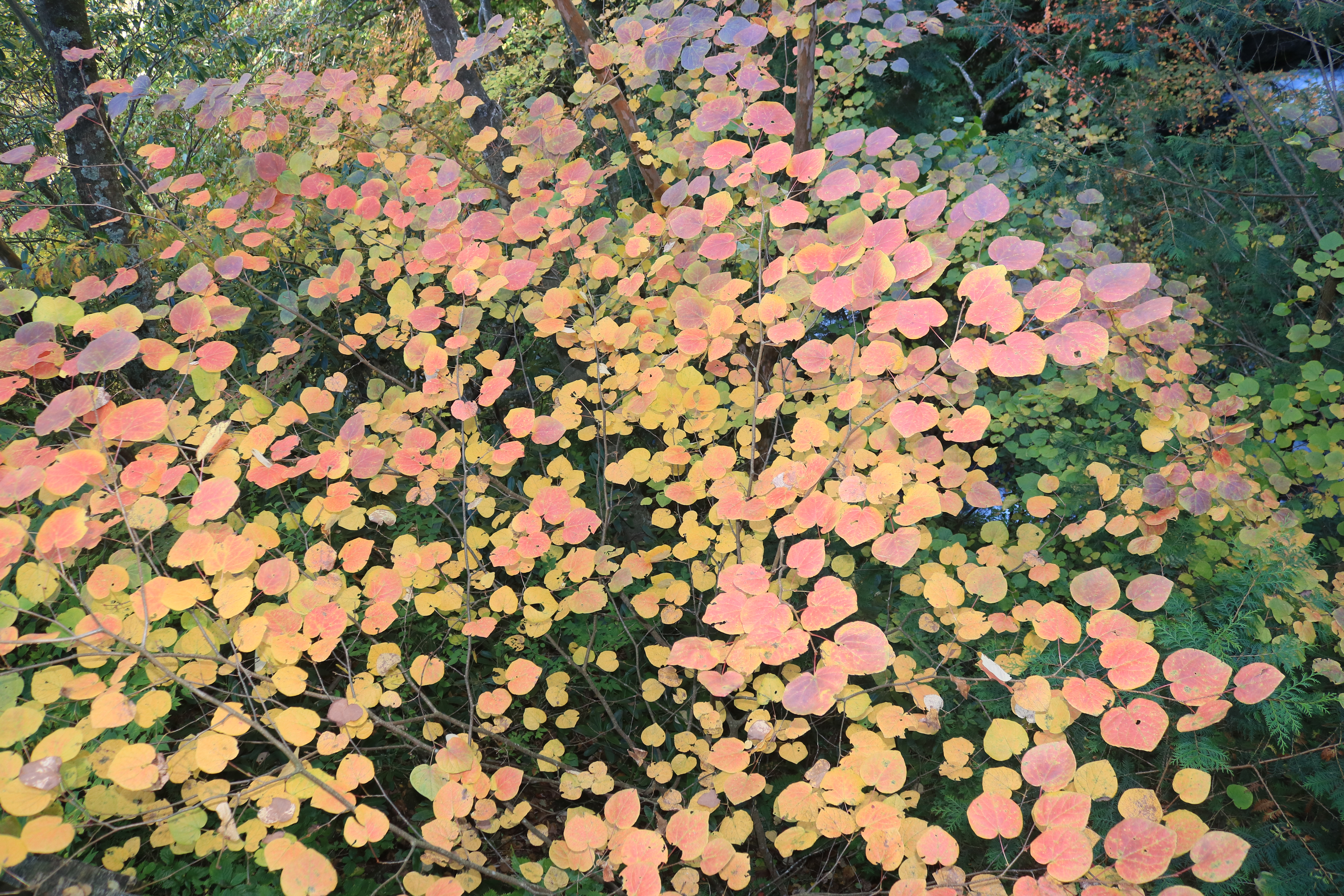
山地の谷間に生育するマルバノキ

日本と中国の温帯の地域に局所的に分布し、飛地的に群生することが多い。中国には亜種（学名：Disanthus cercidifolius subsp. longipes (H.T.Chang) K.Y.Pan）が分布する。
日本では、本州（中部地方-近畿地方、岡山県、広島県、、四国（高知県）に分布するが、個体数はあまり多くない。最終氷期の残存種と見られていて、長野県、愛知県尾張地方、岐阜県美濃地方、福井県越前地方、滋賀県、岡山県、広島県安芸地方、高知県などに隔離分布する。長野県の木曽谷では、標高1,500 mを越える場所での分布が確認されている。1969年（昭和44年）5月27日に、長野県塩尻市宗賀で、新たに生育が確認された。中国では揚子江中流域に分布する。
山地の谷間、日当たりの良い岩場などに生育する。観賞用の庭木、公園樹、苗木や花材として利用されている。

## 種の保全状況評価

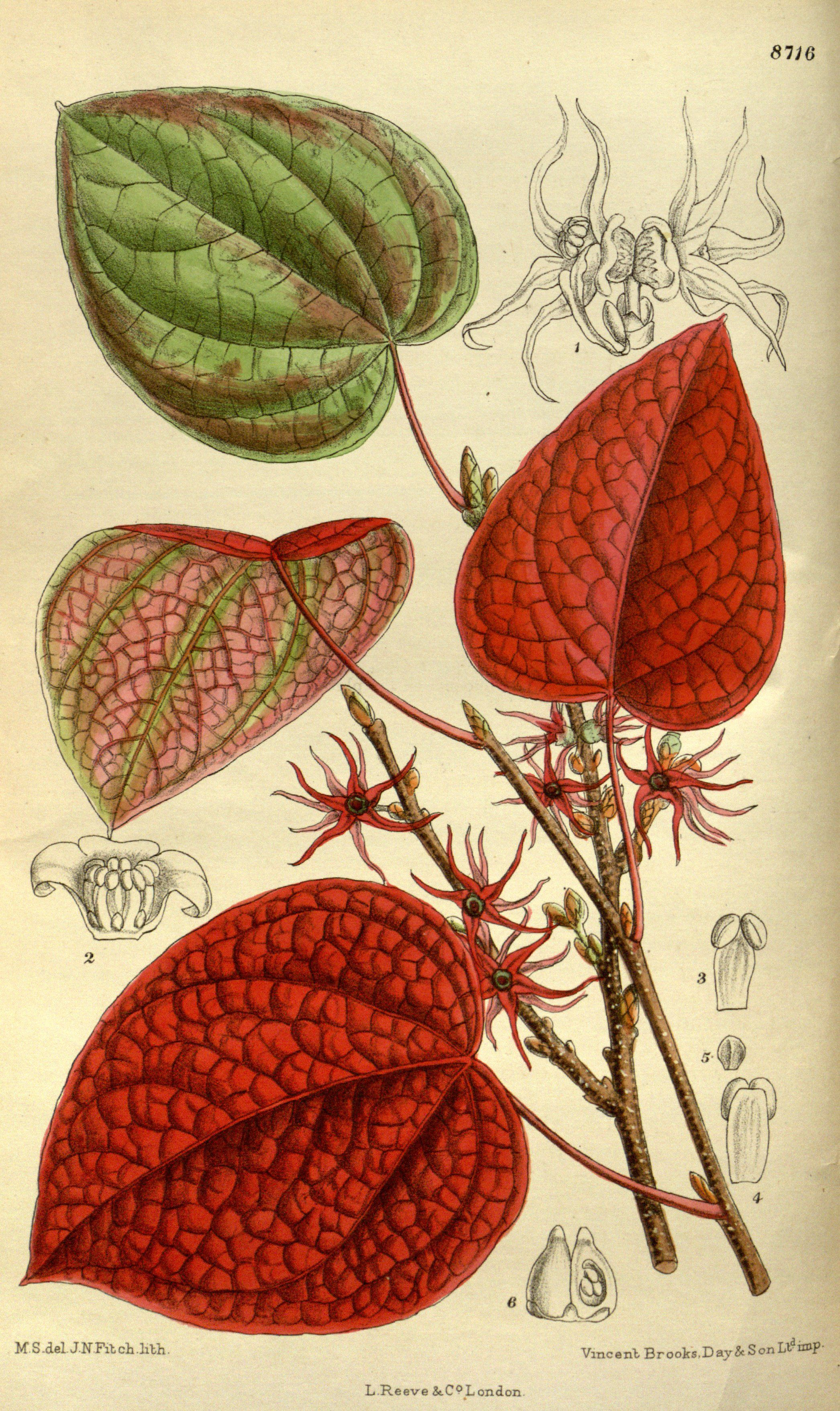
マルバノキのイラスト

日本では、以下の都道府県によりレッドリストの指定を受けている。岡山県では、岡山県希少野生動植物保護条例により、2004年（平成16年）7月16日に指定希少野生動植物の指定を受けた。1937年（昭和12年）5月28日に、広島県廿日市市大野にある『ベニマンサク群叢』が不連続分布の植物例として植物地理学上貴重な存在であるとして、広島県の天然記念物の指定を受けた。
- 絶滅危惧IA類(CR) - 三重県[15]
- 絶滅危惧I類（CR+EN） - 岡山県[10]
- 絶滅危惧IB類(EN) - 高知県[16]
- 準絶滅危惧(NT) - 広島県[17]
- 情報不足(DD) - 富山県[18]
- 分布上重要種 - 滋賀県[19]